# Санта-Мария-делла-Пассионе
Церковь Санта-Мария-делла-Пассионе (итал. La chiesa di Santa Maria della Passione — церковь Страстей Святой Девы Марии) — римско-католическая церковь в Милане, Ломбардия. Расположена на одной из главных улиц города Виа делла Пассионе. Имеет статус малой базилики. Церковь представляет собой памятник позднего Возрождения в Ломбардии.
Монастырь, бывший резиденцией латеранских каноников, теперь занят классами консерватории имени Джузеппе Верди.

## История и архитектура
На первом этапе строительства церковь представляла собой восьмиугольный тибуриум («башню-трибуну»), к которому по периметру были присоединены восемь капелл, поочередно полукруглых или прямоугольных в плане. Тибуриум подобен аналогичному сооружению миланской церкви Санта-Мария-делле-Грацие, построенному в те же годы Донато Браманте. Центрический план, возможно, был задуман ренессансным архитектором Джованни Антонио Амадео, реализован Джованни Баттаджо в 1482—1486 годах. Он типичен для эпохи Возрождения в Ломбардии.
Позднее Кристофоро Ломбардо, известный как Ломбардино, оформил тибуриум ренессансными ордерными элементами и увенчал небольшой лантерной.
С 1573 года по распоряжению миланского архиепископа Карло Борромео и согласно постановлениям Тридентского собора здание перестраивали под руководством Мартино Басси в трёхнефную базилику с планом в виде латинского креста. Барочный фасад церкви был создан в конце XVII века по проекту Джузеппе Руснати. Верхняя часть фасада так и не была завершена. Фасад украшен мраморными барельефами на тему Страстей Христовых. Над центральным порталом — Положение Христа во гроб, выше две — фигуры ангелов. Над боковыми порталами два овальных медальона: один, над левым порталом, с профилем Христа, а другой, над правым порталом, с профилем Девы Марии. Над люнетами над боковыми порталами изображены Христос у Колонны бичевания и Коронование тернием.
В апсиде находится хор с двадцатью девятью инкрустированными нишами, приписываемыми Кристофоро Солари. Оформление апсиды также призвано раскрыть тему Страстного цикла: две алтарных картины «Воскресение и Вознесение Христа» и «Коронование Девы», фреска в апсиде работы Панфило Нуволоне, изображающая Мадонну и Пресвятую Троицу, в окружении четырёх пророков и четырёх сивилл.
Алтарь был перестроен в XVII веке в стиле барокко, когда запрестольный образ был перенесён в правый трансепт. Интерьер церкви содержит цикл монументальных фресок на темы Страстного цикла, выполненных в 1510—1515 годах известными ломбардскими художниками: Амброджо Бергоньоне, Джован Баттиста Креспи (иль Черано), Камилло и Джулио Чезаре Прокаччини, Гауденцио Феррари, Джованни-Баттиста делла Черва, Карло Франческо Нуволоне, Антонио Кампи, и другими.

## Галерея

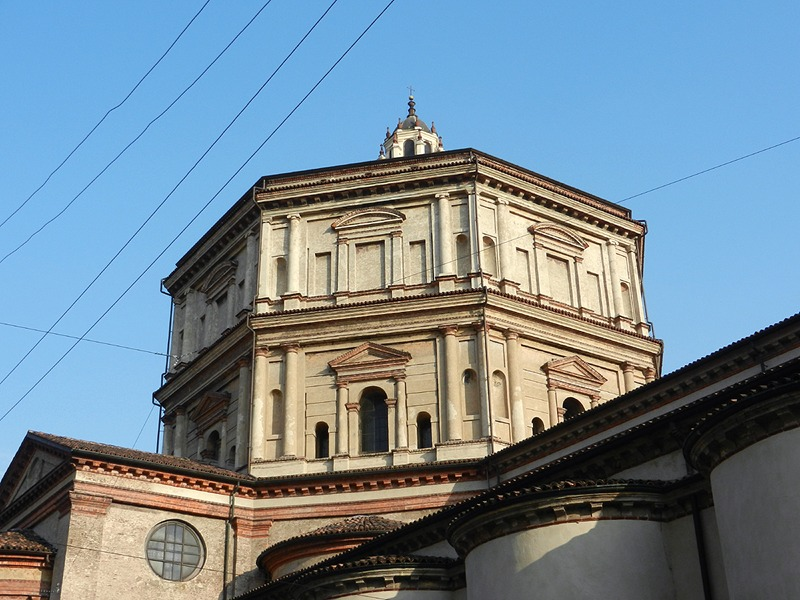
Тибуриум церкви
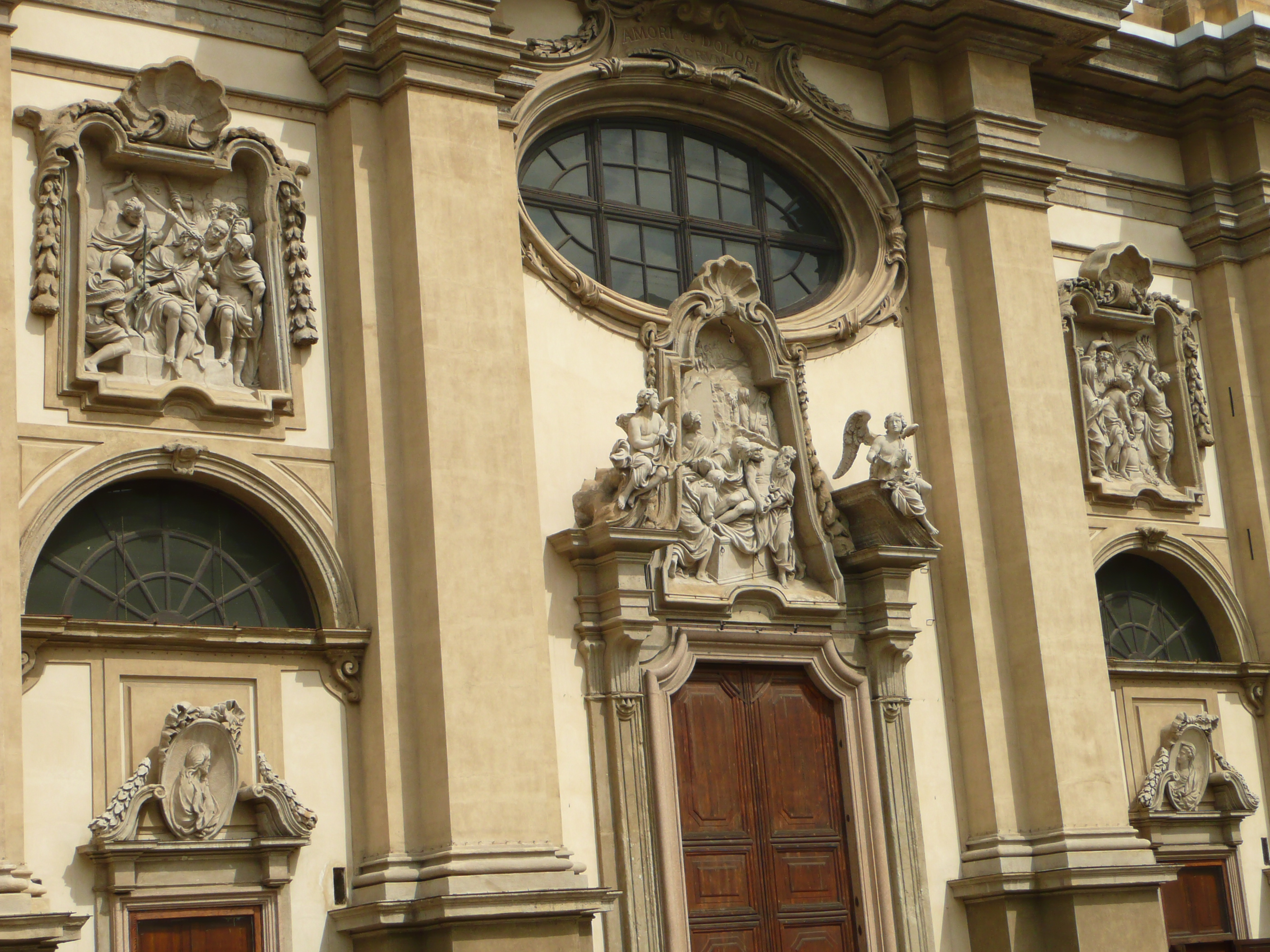
Рельефы главного фасада
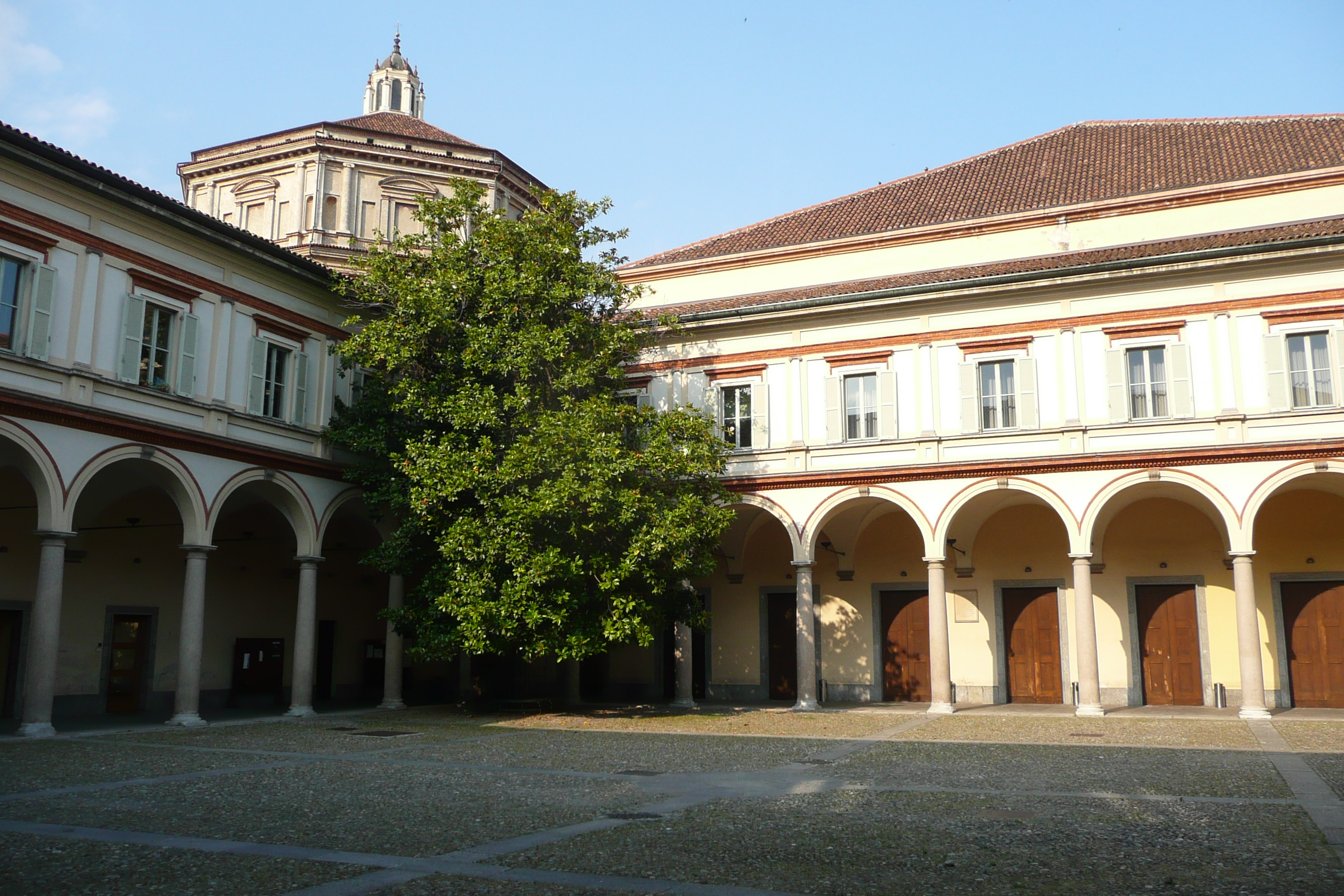
Кьостро (двор) монастыря
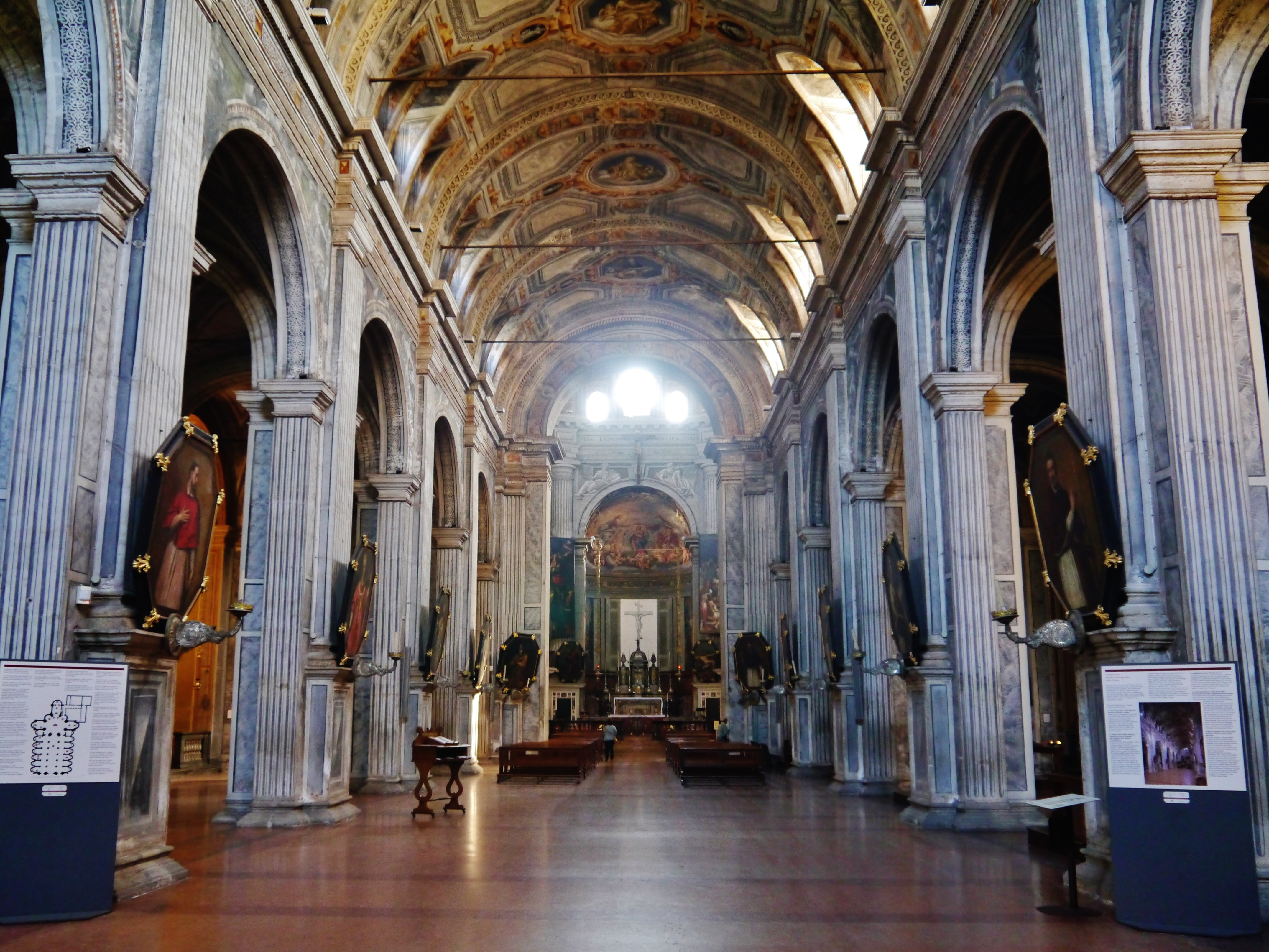
Центральный неф
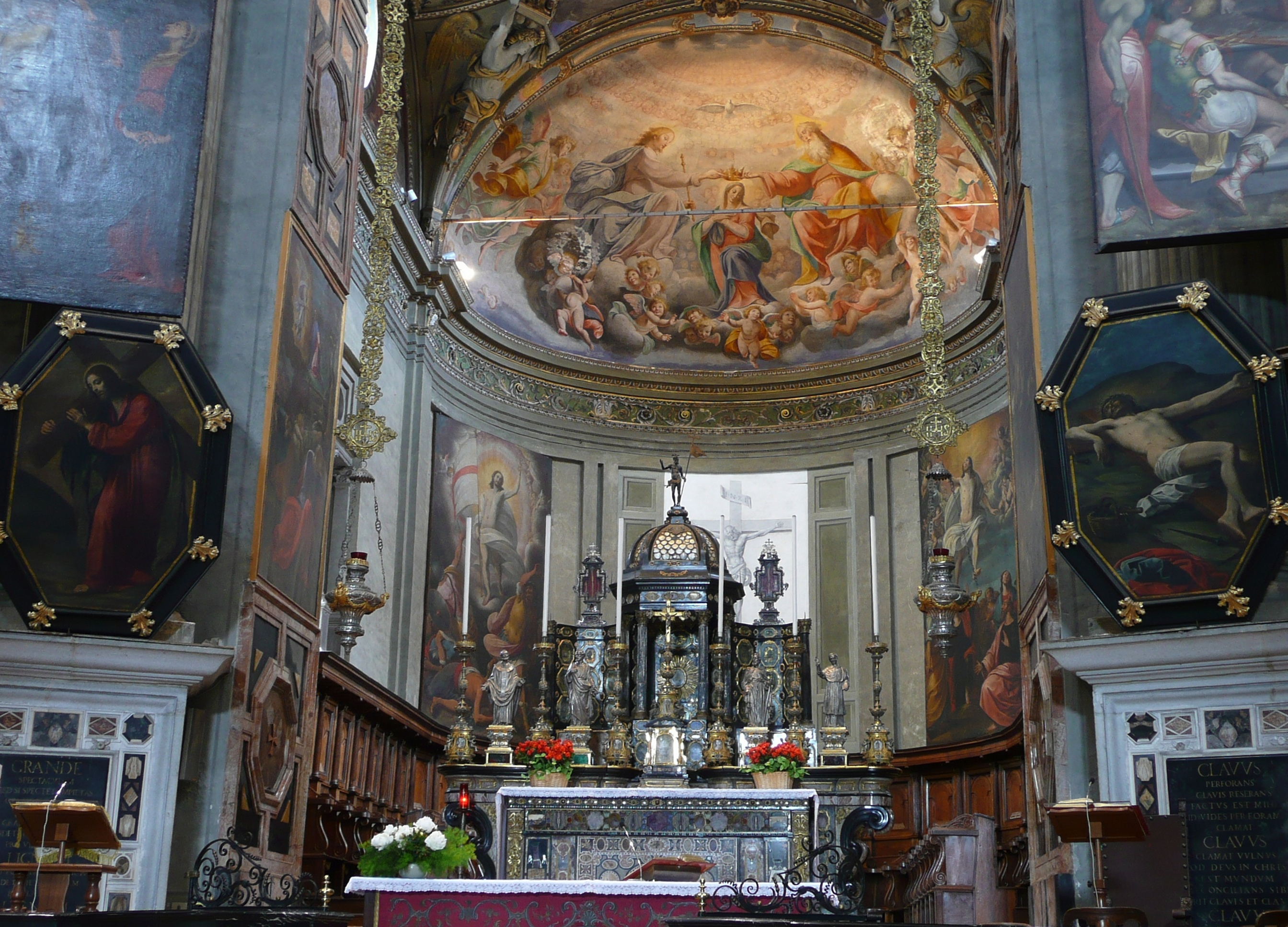
Апсида и главный алтарь
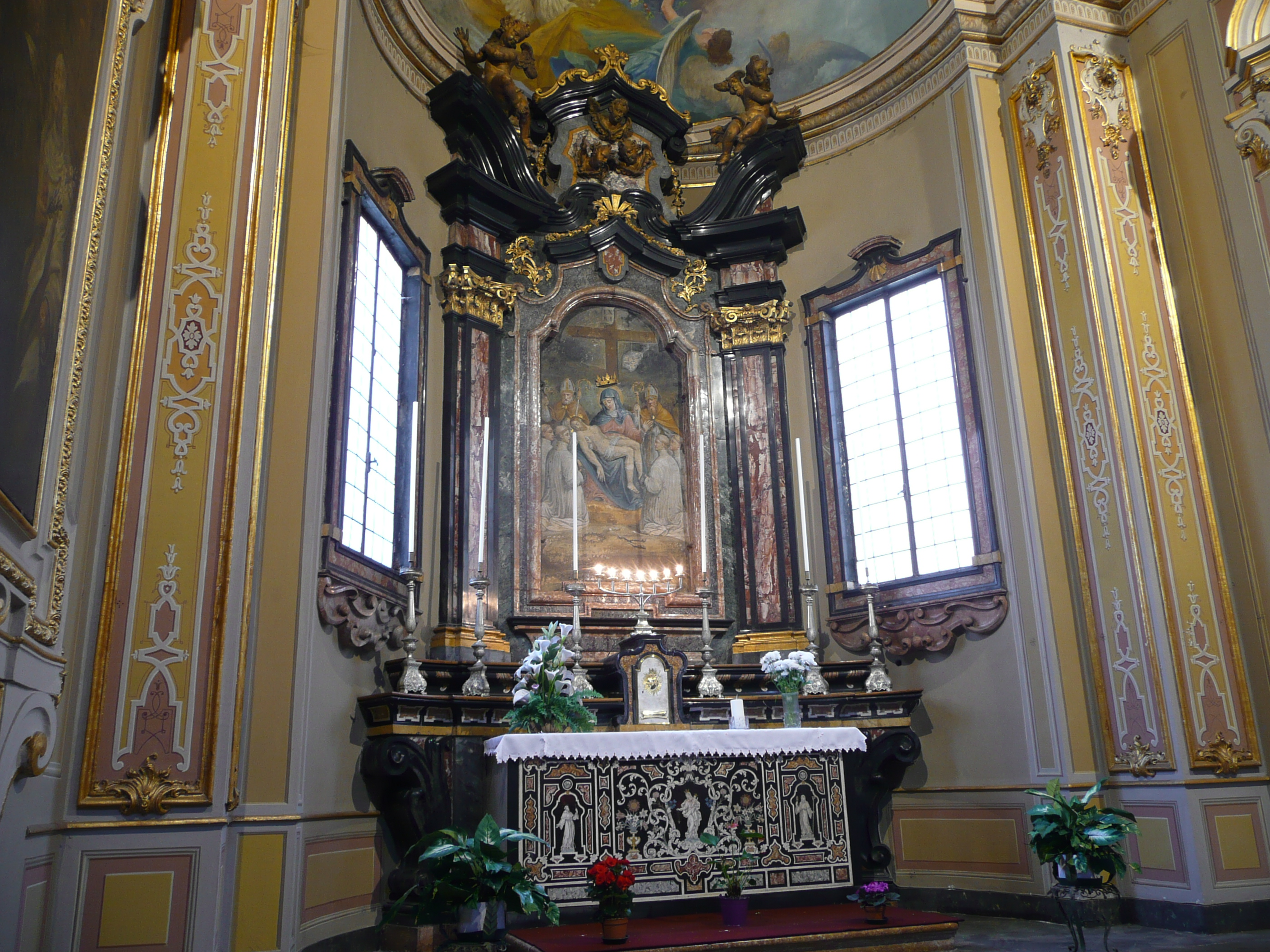
Алтарь Святой Девы Марии Страстей. Капелла Скорбящей Мадонны
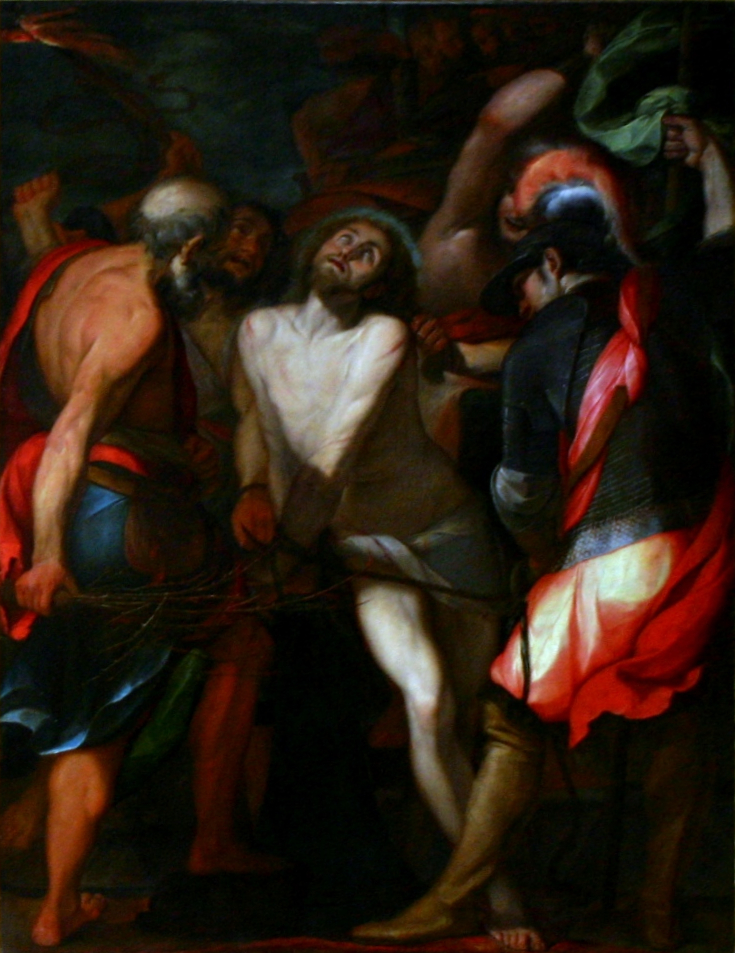
Дж. Ч. Прокаччини. Христос у Колонны бичевания. Ок. 1610
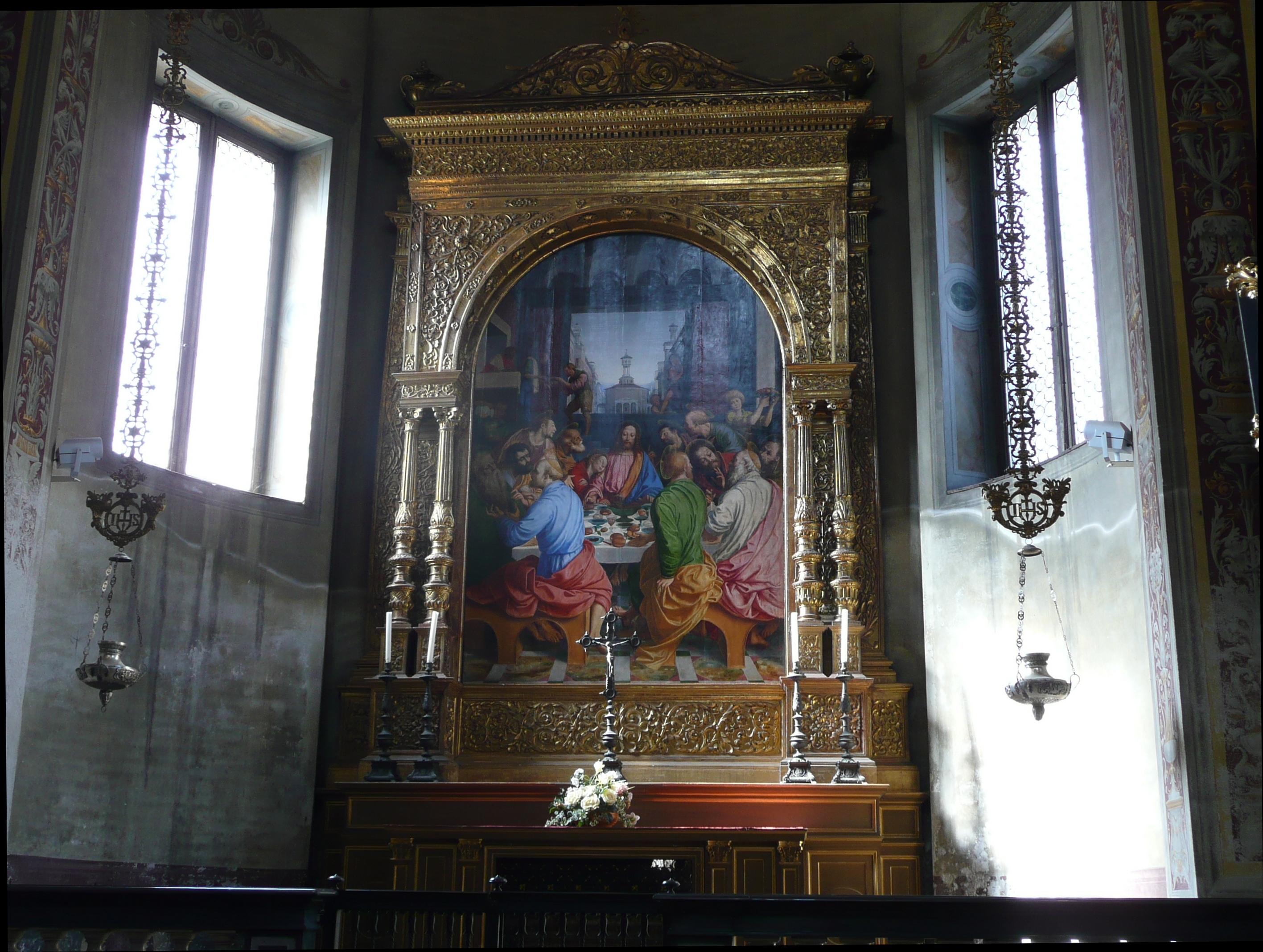
Г. Феррари. Тайная вечеря